# All'ippodromo (Bisi Fabbri)
All'ippodromo è un dipinto di Adriana Bisi Fabbri. Eseguito verso il 1913, appartiene alle collezioni d'arte della Fondazione Cariplo.

## Descrizione
In questa scena mondana, caratterizzata dall'essenzialità del disegno e dall'azzeramento cromatico, potrebbe essere ravvisabile l'influenza di un altro pittore ferrarese dell'epoca, Aroldo Bonzagni.